# Abbas Fahdel

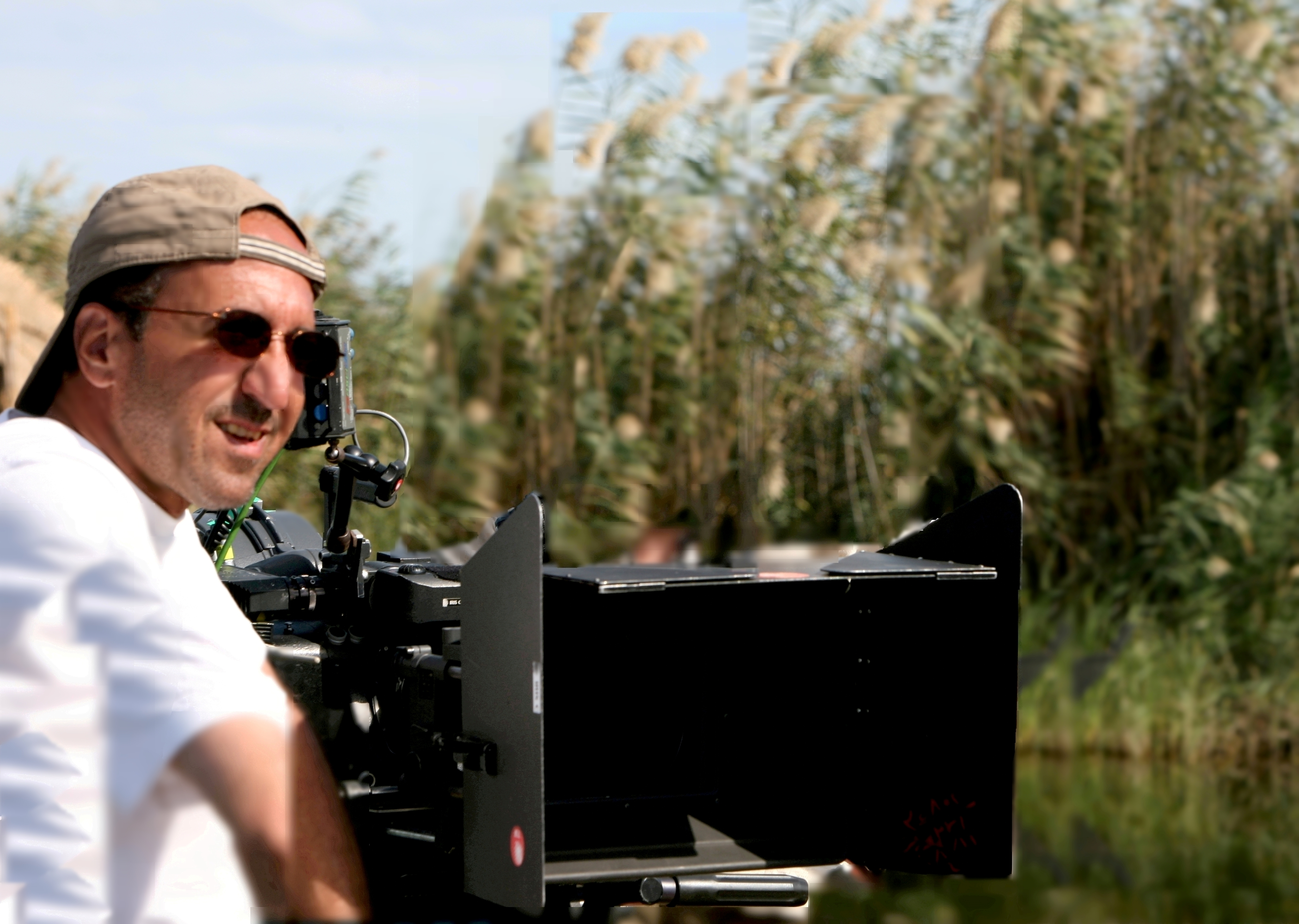
Abbas Fahdel durante as filmagens de L'Aube (2007)

Abbas Fadhel

Abbas Fadhel (em árabe: عباس فاضل) é um cineasta e roteirista franco-iraquiano.
Aos 18 anos mudou-se para França para estudar cinema e regressou ao Iraque apenas em Janeiro de 2002, com nacionalidade francesa. Este regresso é o tema do documentário Retour à Babylone, um documentário sobre os seus amigos de infância que tem a situação dramática do país como pano de fundo.
Um ano depois, o realizador regressa novamente ao Iraque e descobre um país estremecido pela violência, o pesadelo de uma ditadura substituída pelo caos mas sobretudo um país onde, apesar disso, tudo continua possível: o melhor ou o pior. Este momento histórico é o tema do seu segundo documentário, Nous les Irakiens, onde o realizador realça este sentimento de pertença e compromisso.

## Filmografia
- Homeland (Iraq Year Zero), 2015, documentário
- L'Aube du monde (Dawn of the World), 2008, longa-metragem de ficção
- Nous les Irakiens (We Iraquis), 2004, documentário
- Retour à Babylone (Back to Babylon), 2002, documentário